# Folsomides famarensis
Folsomides famarensis är en urinsektsart som beskrevs av Fjellberg 1993. Folsomides famarensis ingår i släktet Folsomides och familjen Isotomidae. Inga underarter finns listade i Catalogue of Life.